# 30 tháng 1
Ngày 30 tháng 1 là ngày thứ 30 trong lịch Gregory. Còn 335 ngày trong năm (336 ngày trong năm nhuận).

## Sự kiện
- 1649 – Nội chiến Anh: Quốc vương Charles I bị xử chém vì tội phản quốc tại Luân Đôn.
- 1703 – Bốn mươi bảy Lãng nhân tiến công dinh thự của Kira Yoshinaka tại Edo, Nhật Bản để báo thù cho cái chết của sư phụ họ, tức ngày 14 tháng 12 năm Nhâm Ngọ.
- 1789 – Quân Tây Sơn giành thắng lợi trước quân Thanh, Quang Trung tiến vào Thăng Long, tướng Tôn Sĩ Nghị bỏ chạy, tức 5 tháng 1 năm Kỉ Dậu.
- 1847 – Yerba Buena, California được đổi tên thành San Francisco.
- 1932 – Văn hóa Hòa Bình được công nhận chính thức theo đề xuất của Madeleine Colani
- 1933 – Adolf Hitler tuyên thệ nhậm chức Thủ tướng Đức.
- 1943
  - Chiến tranh thế giới thứ hai: Ngày thứ hai của Trận chiến đảo Rennell. Tàu tuần dương USS Chicago của Hoa Kỳ bị chìm.
  - Chiến tranh thế giới thứ hai: Chiến dịch Tia Lửa trên Mặt trận Xô-Đức kết thúc với thắng lợi của Liên Xô.
- 1944 – Chiến tranh thế giới thứ hai: Chiến dịch tấn công Nikopol–Krivoi Rog bắt đầu tại khu vực miền Tây Ukraina
- 1945
  - Chiến tranh thế giới thứ hai: Quân đội Hoa Kỳ và Du kích Philippines tiến hành cuộc đột kích giải thoát hơn 500 tù binh khỏi trại giam ở Cabanatuan, Philippines.
  - Chiến tranh thế giới thứ hai: Tàu MV Wilhelm Gustloff chở những người tị nạn Đức bị chìm trên biển Baltic sau khi trúng ngư lôi của tàu ngầm Liên Xô, dẫn đến thảm họa hàng hải thảm khốc nhất từng được biệt đến.
- 1948 – Tín đồ Ấn Độ giáo quá khích Nathuram Godse bắn chết Mahatma Gandhi, nhà lãnh đạo chính trị và tinh thần của phong trào độc lập Ấn Độ, tại Delhi.
- 1964 – Tướng Nguyễn Khánh tiến hành đảo chính lật đổ chính phủ của Dương Văn Minh. Ông tự xưng là chủ tịch Hội đồng Quân nhân Cách mạng kiêm Tổng tư lệnh quân đội của Việt Nam Cộng hòa.
- 1968 – Chiến tranh Việt Nam: Sự kiện Tết Mậu Thân bắt đầu khi quân Giải phóng miền Nam và Quân đội Nhân dân mở cuộc tấn công bất ngờ trên toàn miền Nam.
- 1972 – Pakistan rút khỏi Khối Thịnh vượng chung.
- 2005 – Tổng thống Venezuela Hugo Chávez lần đầu công bố ý định của mình về xây dựng Chủ nghĩa Xã hội thế kỷ XXI.
- 2007 – Microsoft phát hành đại trà Hệ điều hành Windows Vista.

## Sinh
- 0133 – Didius Julianus, Hoàng đế La Mã (m. 193)
- 1816 – Nathaniel Prentiss Banks, chính trị gia người Mỹ (m. 1894)
- 1819 – Gustav Waldemar von Rauch, tướng lĩnh Phổ (m. 1890)
- 1832 – María Luisa Fernanda, Vương nữ của Tây Ban Nha (m. 1897)
- 1841 – Félix Faure, Tổng thống Pháp (m. 1899)
- 1844 – Moritz von Bissing, quý tộc và sĩ quan Phổ (m. 1917)
- 1852 – Ion Luca Caragiale, nhà biên kịch và nhà thơ người Romania (m. 1912)
- 1853 – Moriz von Lyncker, tướng lĩnh và chính trị gia người Đức (m. 1932)
- 1882 – Franklin D. Roosevelt, Tổng thống Hoa Kỳ (m. 1945)
- 1899 – Max Theiler, nhà virus học người Nam Phi, đoạt giải Nobel (m. 1972)
- 1903 – George Evelyn Hutchinson, nhà động vật học người Anh Quốc-Mỹ (m. 1991)
- 1915 – Joachim Peiper, sĩ quan người Đức (m. 1976)
- 1924 – Lloyd Alexander, tác gia người Mỹ (m. 2007)
- 1925 – Douglas Engelbart, nhà khoa học máy tính người Mỹ, phát minh ra chuột máy tính (m. 2013)
- 1926 – Vasili Arkhipov, sĩ quan Liên Xô (m. 1998)
- 1927 – Olof Palme, Thủ tướng Thụy Điển (m. 1986)
- 1932 – Inamori Kazuo, doanh nhân người Nhật Bản, sáng lập Kyocera
- 1937 – Vanessa Redgrave, Diễn viên người Anh Quốc
- 1938 – Islam Abdug‘aniyevich Karimov, chính trị gia người Liên Xô và Uzbekistan, Tổng thống Uzbekistan
- 1941 – Dick Cheney, Phó Tổng thống Hoa Kỳ
- 1948 – Ngô Đôn Nghĩa, chính trị gia người Đài Loan, Phó tổng thống Trung Hoa Dân Quốc
- 1949 – Peter Agre, thầy thuốc và nhà sinh vật học người Mỹ, đoạt giải Nobel
- 1951 – Phil Collins, ca sĩ, nhà sản xuất, Diễn viên người Anh Quốc
- 1968 – Felipe, thái tử của Tây Ban Nha
- 1974 – Christian Bale, Diễn viên người Anh Quốc
- 1975 – Juninho, cầu thủ bóng đá người Brasil
- 1979 - Hoa Thúy, nữ diễn viên, nghệ sĩ ưu tú người Việt Nam
- 1981
  - Dimitar Berbatov, cầu thủ bóng đá người Bulgaria
  - Peter Crouch, cầu thủ bóng đá người Anh Quốc
- 1987 – Arda Turan, cầu thủ bóng đá người Thổ Nhĩ Kỳ
- 1989 – Kang Han-na, diễn viên người Hàn Quốc
- 1990 - Lê Bảo Bình, ca sĩ, nhạc sĩ người Việt Nam
- 1993 – Thitipoom Techaapaikhun, diễn viên người Thái Lan
- 1995 – Marcos Llorente, cầu thủ bóng đá người Tây Ban Nha

## Mất
- 1649 – Charles I, quốc vương của Anh (s. 1600)
- 1730 – Pyotr II, hoàng đế của Đế quốc Nga, tức 19 tháng 1 theo lịch Julius (s. 1715)
- 1867 – Kōmei, thiên hoàng của Nhật Bản, tức 25 tháng 12 năm Bính Dần (s. 1831)
- 1928 – Johannes Fibiger, thầy thuốc người Đan Mạch, đoạt giải Nobel (s. 1867)
- 1948 – Mahatma Gandhi, nhà hoạt động chính trị người Ấn Độ (s. 1869)
- 1948 – Orville Wright, phi công người Mỹ (s. 1871)
- 1969 – Lý Tông Nhân, quân phiệt người Trung Quốc, quyền Tổng thống Trung Hoa Dân Quốc (s. 1890)
- 1969 – Dominique Pire, thầy dòng người Bỉ, đoạt giải Nobel (s. 1910)
- 1991 – John Bardeen, nhà vật lý học người Mỹ, đoạt giải Nobel (s. 1908)
- 1994 – Pierre Boulle, tác gia người Pháp (s. 1912)
- 2003 – Lê Hoàng Phu, mục sư người Việt Nam (s. 1926)
- 2007
  - Sidney Sheldon, tác gia và nhà biên kịch người Pháp (s. 1917)
  - Hoàng Dương, nhạc sĩ người Việt Nam (s. 1933)

## Những ngày lễ và kỷ niệm
- Cuộc Tổng tiến công và nổi dậy Xuân Mậu Thân